# Chiesa di Santa Maria Assunta (Silandro)
La chiesa di Santa Maria Assunta (in tedesco: Pfarrkirche Mariä Himmelfahrt) a Silandro è la chiesa parrocchiale del paese.
Di origine medievale, la chiesa ha un impianto gotico con rimaneggiamenti successivi in stile barocco.
Il campanile alto 90,31 metri è il più alto dell'Alto Adige e di conseguenza, anche dell'intera regione.